# Sinn Féin
Sinn Féin er et irsk politisk parti og separatistbevægelse. 
Navnet betyder Os Selv. Sinn Féin blev grundlagt som politisk bevægelse i 1905 af Arthur Griffith. Det gør bevægelsen til en af de ældste af sin art i Irland. Det, vi i dag kender som det politiske parti Sinn Féin (som kaldes Provisional Sinn Féin) blev stiftet i 1970.
Partiet er det eneste, der både findes i republikken Irland og i Nordirland. Det er repræsenteret i parlamenterne i Republikken Irland (5 mandater), i Nordirland (24 mandater) samt i England (5 mandater). Siden 1993 har Gerry Adams været dets politiske leder.
Sinn Féins bud på en løsning af den igennem mange år anspændte situation i Nordirland består i at genforene øen Irlands to dele. Partiets overordnede mål er at opbygge det, de kalder 'et forenet Irland af lige individer', hvilket først og fremmest skal ske ved at samle Irland og Nordirland til én selvstændig, socialistisk republik med total uafhængighed fra England. 
Partiet mener desuden, helt i tråd med den socialistiske ideologi, at den politiske og økonomiske magt skal fordeles mere ligeligt mellem borgerne. Borgerne i det samlede Irland skal have lige muligheder. Målet er, at alle irere skal have et velbetalt job med deraf følgende højere livskvalitet.
På trods af en generelt nationalistisk politik, arbejder Sinn Féin også på internationalt plan. Dels via sine to medlemmer af Europa-Parlamentet, der sidder i den grønne gruppe EUL-NGL, men også ved at søge at samarbejde med andre landes regeringer og internationale organisationer for at få opbakning til ønsket om et forenet Irland. 
Sinn Fein har fra starten været en del af den republikanske bevægelse i Irland, der efter delingen af landet i 1920 har kæmpet for genforening. Bevægelsens anden væsentlige del er Den Irske Republikanske Hær, Irish Republican Army. I mange år blev Sinn Fein anset for at være et vedhæng til den væbnede del af organisationen, men siden de tidlige 1980'ere er den politiske kamp blevet styrket og i det sidste årti har der været forhandlinger mellem Sinn Fein og den britiske regering samt andre politiske kræfter i Nordirland og den Irske Republik. Samtidig har der været våbenhvile mellem henholdsvis IRA og den britiske hær samt øvrige sikkerhedsstyrker. 
Der er grupper, især på den såkaldt loyalistiske/protestantiske side, der ikke har villet anerkende våbenhvilen, men i praksis er alle militære aktiviteter ophørt. 
På den republikanske side er en række små organisationer brudt ud fra Sinn Fein og IRA og nægter at anerkende nedlæggelsen af våbnene. Efter enkelte katastrofale aktioner fra udbrydergrupperne er disse kommet under stærkt pres fra IRA og Sinn Fein og har i stilhed måttet nedlægge våbnene.
Sinn Fein har i Nordirland haft store valgfremgange og er i dag det næststørste parti. Sinn Fein er det ene af de to store partier i Nordirlands to-partiregering, og har bl.a. vicepremierministerposten og andre ledende positioner.
På partiets landsmøde sidst i januar 2007 opgav partiet sin årelange indædte modstand mod samarbejde med den nordirske politistyrke, som partiet hidtil har anset for at være for probritisk.